# Johann-Kern-Sternwarte Wertheim

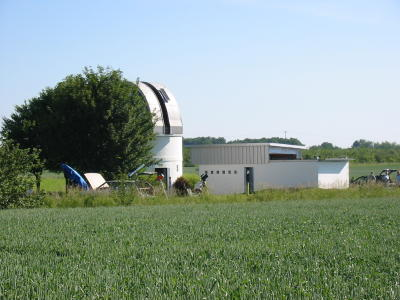
Johann-Kern-Sternwarte

Die oberhalb der Eichgrundsiedlung des Wertheimer Stadtteils Reicholzheim gelegene Johann-Kern-Sternwarte ist durch ihre Aluminium-Kuppel schon von Weitem sichtbar. Seit der Einweihung der Sternwarte am 9. Mai 1981 beherbergt sie unter dieser Sechs-Meter-Kuppel ein Newton-Teleskop mit einem Spiegeldurchmesser von 24 Zoll. Dieses Präzisionsinstrument wurde Anfang der 1960er-Jahre von dem Steinmarker „Bauernastronomen“ Johann Kern (1895–1975) in Auftrag gegeben. Nach dessen Tod übernahm es der 1978 gegründete Verein Johann-Kern-Sternwarte Wertheim am Main e. V., um es zu erhalten und ihm einen neuen Standort zu geben.
Im Jahr 2004 wurde die Sternwarte durch ein zweites Gebäude mit abfahrbarem Dach ergänzt. Der nach dem langjährigen Förderer und Ehrenmitglied des Vereins benannte Ernst-Sachs-Bau dient als Schutz und Beobachtungsplattform für ein Fernrohr mit 15 cm Öffnungsweite, das hauptsächlich zur Sonnen- und Planetenbeobachtung eingesetzt wird.

## Öffentlichkeitsarbeit
Die Teleskope werden nicht nur für eigene Beobachtungen der Vereinsmitglieder verwendet, sondern stehen insbesondere auch Kindergärten, Schulen und Jugendgruppen aus der Umgebung zur Verfügung. Auch interessierte Besucher haben bei den häufig stattfindenden öffentlichen Beobachtungen die Gelegenheit, einen Blick durch eines der Teleskope zu werfen.